# Mercy (Yonne)
Mercy – miejscowość i gmina we Francji, w regionie Burgundia-Franche-Comté, w departamencie Yonne.
Według danych na rok 1990 gminę zamieszkiwało 75 osób, a gęstość zaludnienia wynosiła 28 osób/km² (wśród 2044 gmin Burgundii Mercy plasuje się na 835. miejscu pod względem liczby ludności, natomiast pod względem powierzchni na miejscu 1344.).